# Maria Isabella Gonzaga
Maria Isabella Gonzaga (Guastalla, 14 marzo 1680 – Guastalla, 2 dicembre 1726) è stata una nobildonna italiana.

## Biografia
Era principessa di Guastalla, figlia di Vincenzo Gonzaga (duca di Guastalla) e di Maria Vittoria Gonzaga.
Il padre commissionò nel 1695 al pittore Benedetto Gennari della scuola del Guercino un ritratto dell'avvenente figlia affinché fosse inviato, nel 1697, all'imperatore Leopoldo I d'Asburgo, che volle sceglierla per convolare a nozze col figlio Giuseppe, successore del padre col nome di Giuseppe I. Ma ragioni di stato impedirono il matrimonio.

## Ascendenza
|                        |                   |                     | Genitori                   |  |  | Nonni |  |  | Bisnonni            |  |  | Trisnonni        |  |
|                        |                   |                     |                            |  |  |       |  |  | Ferrante II Gonzaga |  |  | Cesare I Gonzaga |  |
|                        |                   |                     |                            |  |  |       |  |  | Ferrante II Gonzaga |  |  | Cesare I Gonzaga |  |
|                        |                   | Camilla Borromeo    |                            |  |  |       |  |  | Ferrante II Gonzaga |  |  |                  |  |
| Andrea Gonzaga         |                   |                     |                            |  |  |       |  |  | Ferrante II Gonzaga |  |  |                  |  |
|                        |                   | Vittoria Doria      | Gianandrea Doria           |  |  |       |  |  |                     |  |  |                  |  |
|                        |                   | Vittoria Doria      | Gianandrea Doria           |  |  |       |  |  |                     |  |  |                  |  |
|                        |                   | Vittoria Doria      | Zanobia Del Carretto Doria |  |  |       |  |  |                     |  |  |                  |  |
| Vincenzo Gonzaga       |                   | Vittoria Doria      |                            |  |  |       |  |  |                     |  |  |                  |  |
|                        |                   | ...                 | …                          |  |  |       |  |  |                     |  |  |                  |  |
|                        |                   | ...                 | …                          |  |  |       |  |  |                     |  |  |                  |  |
|                        |                   | ...                 | …                          |  |  |       |  |  |                     |  |  |                  |  |
| Laura Crispiano        |                   | ...                 |                            |  |  |       |  |  |                     |  |  |                  |  |
|                        |                   | ...                 | …                          |  |  |       |  |  |                     |  |  |                  |  |
|                        |                   | ...                 | …                          |  |  |       |  |  |                     |  |  |                  |  |
|                        |                   | ...                 | …                          |  |  |       |  |  |                     |  |  |                  |  |
| Maria Isabella Gonzaga |                   | ...                 |                            |  |  |       |  |  |                     |  |  |                  |  |
|                        | Cesare II Gonzaga | Ferrante II Gonzaga |                            |  |  |       |  |  |                     |  |  |                  |  |
|                        | Cesare II Gonzaga | Ferrante II Gonzaga |                            |  |  |       |  |  |                     |  |  |                  |  |
|                        | Cesare II Gonzaga | Vittoria Doria      |                            |  |  |       |  |  |                     |  |  |                  |  |
| Ferrante III Gonzaga   | Cesare II Gonzaga |                     |                            |  |  |       |  |  |                     |  |  |                  |  |
|                        |                   | Isabella Orsini     | Virginio Orsini            |  |  |       |  |  |                     |  |  |                  |  |
|                        |                   | Isabella Orsini     | Virginio Orsini            |  |  |       |  |  |                     |  |  |                  |  |
|                        |                   | Isabella Orsini     | Flavia Damasceni Peretti   |  |  |       |  |  |                     |  |  |                  |  |
| Maria Vittoria Gonzaga |                   | Isabella Orsini     |                            |  |  |       |  |  |                     |  |  |                  |  |
|                        |                   | Alfonso III d'Este  | Cesare d'Este              |  |  |       |  |  |                     |  |  |                  |  |
|                        |                   | Alfonso III d'Este  | Cesare d'Este              |  |  |       |  |  |                     |  |  |                  |  |
|                        |                   | Alfonso III d'Este  | Virginia de' Medici        |  |  |       |  |  |                     |  |  |                  |  |
| Margherita d'Este      |                   | Alfonso III d'Este  |                            |  |  |       |  |  |                     |  |  |                  |  |
|                        |                   | Isabella di Savoia  | Carlo Emanuele I di Savoia |  |  |       |  |  |                     |  |  |                  |  |
|                        |                   | Isabella di Savoia  | Carlo Emanuele I di Savoia |  |  |       |  |  |                     |  |  |                  |  |
|                        |                   | Isabella di Savoia  | Elisabetta di Valois       |  |  |       |  |  |                     |  |  |                  |  |
|                        |                   | Isabella di Savoia  |                            |  |  |       |  |  |                     |  |  |                  |  |